# Lepirudina
Lepirudina é um fármaco que age como inibidor direto da trombina (IDT).
Lepirudina pode ser utilizado como anticoagulante quando as heparinas (não fracionada ou de baixo peso molecular) são contra-indicadas por causa da trombocitopenia induzida por heparina.